# Навігаційний супутник

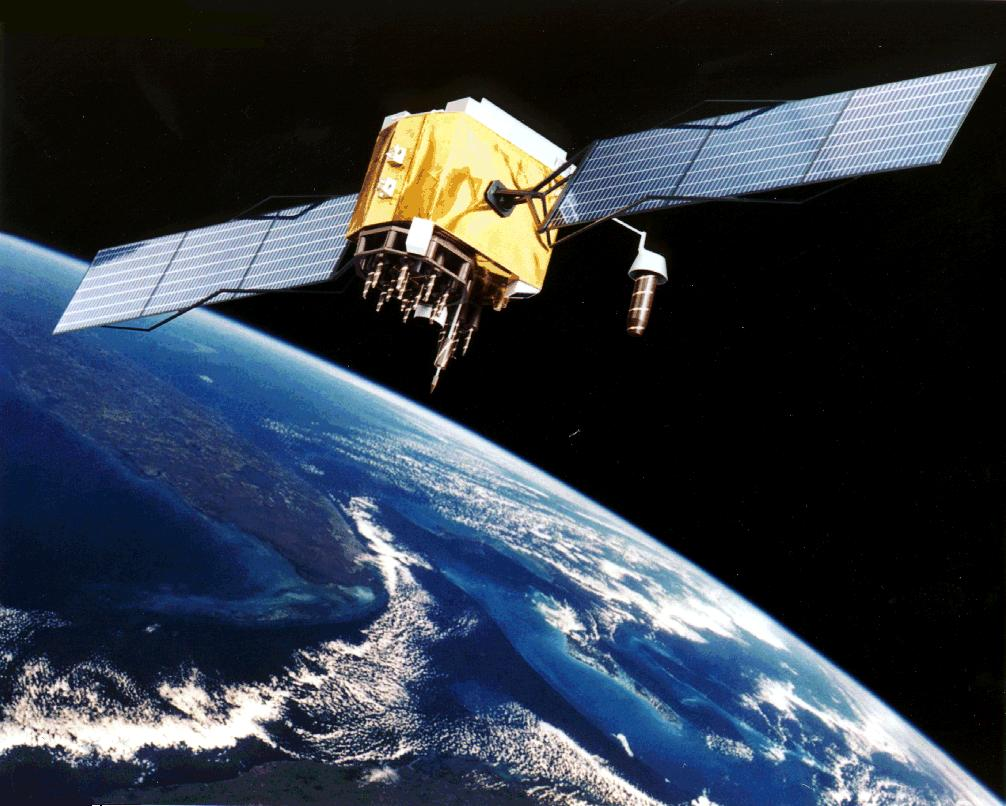
Навігаційний супутник GPS Block II-F

Навігаційний супутник — штучний супутник Землі, призначений для забезпечення навігації у просторі.

## Принцип роботи
За допомогою навігаційної радіотехнічної апаратури в кількох точках орбіти вимірюються дальність і швидкість відносно судна, літака, автомобіля чи іншого транспортного засобу, обладнаного приймальним обладнанням.
Результати цих вимірювань у поєднанні з відомими геоцентричними координатами, що визначаються на момент вимірювання за інформацією, збереженою у запам'ятовуючому пристрої, і передаваною по радіо під час сеансів зв'язку, дозволяють визначити положення судна, з якого здійснюються вимірювання. Для підвищення точності навігаційних розрахунків використовують систему з кількох супутників, що рухаються різними орбітами, і мережу наземних станцій, що здійснюють систематичні вимірювання положень для уточнення параметрів їхніх орбіт.
Для ефективного використання на орбіті створюється система супутників навігації, які в комплексі вибудовують координатну сітку й забезпечують точну просторову навігацію.